# Liste des lieux patrimoniaux de Comox Valley
Cet article recense les lieux patrimoniaux du district régional de Comox Valley inscrit au répertoire des lieux patrimoniaux du Canada, qu'ils soient de niveau provincial, fédéral ou municipal.

## Liste des lieux patrimoniaux
- Haut – A
- B
- C
- D
- E
- F
- G
- H
- I
- J
- K
- L
- M
- N
- O
- P
- Q
- R
- S
- T
- U
- V
- W
- X
- Y
- Z

| [ 1 ] | Lieu patrimonial                               | Illustration                                   | Municipalité   | Adresse                   | Coordonnées      | No    | Constr. | Prot.                           | Rec. | Notes |
| ----- | ---------------------------------------------- | ---------------------------------------------- | -------------- | ------------------------- | ---------------- | ----- | ------- | ------------------------------- | ---- | ----- |
| F     | Ancienne gare du Canadien Pacifique (VIA Rail) | Ancienne gare du Canadien Pacifique (VIA Rail) | Courtenay      | 899 Cumberland Road       | 49.684 -125.002  | 4587  | 1914    | GFP                             | 1993 |       |
| M     | Billy Booth House                              | Billy Booth House                              | Courtenay      | 307 First Street          | 49.694 -125.002  | 14479 | 1912    | Community Heritage Register     | 2009 |       |
| M     | Comox Valley Exhibition Grounds                | Téléverser                                     | Courtenay      | 4835 Headquarters Road    | 49.7068 -125.007 | 14481 |         | Community Heritage Register     | 2009 |       |
| M     | Courtenay Public Library                       | Téléverser                                     | Courtenay      | 300 Sixth Street          | 49.6898 -124.998 | 14483 |         | Community Heritage Register     | 2009 |       |
| M     | Courtenay River                                | Courtenay River                                | Courtenay      |                           | 49.6858 -124.986 | 14525 |         | Community Heritage Register     | 2009 |       |
| M     | Courtenay Riverway                             | Courtenay Riverway                             | Courtenay      |                           | 49.6807 -124.984 | 14524 |         | Community Heritage Register     | 2009 |       |
| M     | Courtenay and District Museum                  | Courtenay and District Museum                  | Courtenay      | 207 Fourth Street         | 49.6926 -124.998 | 14465 | 1926    | Community Heritage Register     | 2009 |       |
| M     | Creech House                                   | Creech House                                   | Courtenay      | 443 Fourth Street         | 49.6914 -125.002 | 14477 | 1890    | Community Heritage Register     | 2009 |       |
| M     | Fifth Street                                   | Téléverser                                     | Courtenay      | Fifth Street              | 49.6879 -125.005 | 14526 |         | Community Heritage Register     | 2009 |       |
| M     | Lewis Park                                     | Lewis Park                                     | Courtenay      | 489 North Island Highway  | 49.6945 -124.994 | 14469 | 1928    | Community Heritage Register     | 2009 |       |
| M     | Native Sons Hall                               | Native Sons Hall                               | Courtenay      | 360 Cliffe Avenue         | 49.6928 -124.998 | 14464 | 1928    | Heritage Designation            | 1987 |       |
| M     | Old Church Theatre                             | Old Church Theatre                             | Courtenay      | 755 Harmston Avenue       | 49.687 -125.002  | 14482 |         | Community Heritage Register     | 2009 |       |
| M     | Old House Restaurant                           | Old House Restaurant                           | Courtenay      | 1760 Riverside Lane       | 49.6844 -124.988 | 14473 | 1938    | Community Heritage Register     | 2009 |       |
| M     | Sandwick Manor                                 | Téléverser                                     | Courtenay      | 276 Sandwick Road         | 49.7 -124.988    | 14468 | 1911    | Community Heritage Register     | 2009 |       |
| M     | Scoop Johnson House                            | Téléverser                                     | Courtenay      | 754 Stewart Avenue        | 49.6842 -125.008 | 14478 | 1912    | Community Heritage Register     | 2009 |       |
| M     | Seale and Thomson Garage                       | Seale and Thomson Garage                       | Courtenay      | 409 Cliffe Avenue         | 49.6923 -124.998 | 14472 | 1948    | Community Heritage Register     | 2009 |       |
| M     | Settlers' Cairn                                | Téléverser                                     | Courtenay      | Headquarters Road         | 49.7016 -124.993 | 14471 | 1956    | Community Heritage Register     | 2009 |       |
| M     | Simms Millennium Park                          | Simms Millennium Park                          | Courtenay      | 50 Old Island Highway     | 49.6919 -124.993 | 14470 | 1928    | Community Heritage Register     | 2009 |       |
| M     | St. Andrew's Presbyterian Church, Sandwick     | Téléverser                                     | Courtenay      | 4778 North Island Highway | 49.7105 -124.992 | 14466 | 1877    | Community Heritage Register     | 2009 |       |
| M     | St. Andrews Anglican Church                    | Téléverser                                     | Courtenay      | 4634 North Island Highway | 49.7033 -124.99  | 14467 | 1877    | Community Heritage Register     | 2009 |       |
| M     | Tsolum River Garry Oak Ecosystem               | Téléverser                                     | Courtenay      |                           | 49.709 -124.994  | 14527 |         | Community Heritage Register     | 2009 |       |
| P     | Tribune Bay Lodge                              | Téléverser                                     | Comox Valley A | Île Hornby                | 49.53 -124.633   | 18066 |         | Provincial Park (Establishment) | 1979 |       |